# 河口乡 (道真仡佬族苗族自治县)
河口乡是中国贵州省遵义市道真仡佬族苗族自治县下辖的一个乡。

## 行政区划
河口乡下辖石桥村、幸民村、车田村、梅江村、大田村、三坝村、竹林塘村。